# 49384 Hubertnaudot
49384 Hubertnaudot este un asteroid din centura principală de asteroizi.

## Descriere
49384 Hubertnaudot este un asteroid din centura principală de asteroizi. A fost descoperit pe 12 decembrie 1998 la Blauvac de René Roy. Asteroidul prezintă o orbită caracterizată de o semiaxă mare de 2,60 ua, o excentricitate de 0,14 și o înclinație de 12,8° în raport cu ecliptica.